# Pressure (Billy Joel)
Pressure è un brano musicale scritto e interpretato dal cantautore statunitense Billy Joel, pubblicato come singolo nel 1982 ed estratto dall'album The Nylon Curtain.

## Tracce
- 7"

1. Pressure
2. Laura

## Video
Il videoclip della canzone è stato diretto da Russell Mulcahy.